# Андонов, Иван
Иван Асенов Андонов (болг. Иван Асенов Андонов; 1934—2011) — болгарский актёр, кинорежиссёр, художник и сценарист. Заслуженный артист Болгарии (1985).

## Биография
Родился в Пловдиве, в 1956 окончил Национальную академию театрального и киноискусства по специальности «актерское мастерство» (курс профессора Моиса Бениеша). С 1957 снимался в кино, первая роль в фильме «Годы любви» (1957). Снимался до 1986, сыграл роли в 27 фильмах. Лучшими актёрскими работами Ивана Андонова кинокритики считают роли Ученика в ленте «На маленьком острове» (1958) и инспектора Славова в детективе «Инспектор и ночь» (1963) — оба фильма режиссёра Рангела Вылчанова, Бояна в фильме «Отклонение» (1967), Парня в кинодраме венгерского режиссёра Иштвана Гааля «Соколы» (другое название — «Высшая школа», 1970).
С 1963 занялся режиссурой, первой режиссёрской работой был мультфильм «Пейзаж». Среди других снятых Андоновым мультфильмов — «Тир» (1965), «Птицы» (1966), «Мелодрама» (1971) и другие. С 1974 снимал игровое кино (первый фильм — «Трудная любовь»), выступал также в качестве сценариста. В своих фильмах поднимал острую социальную проблематику, глубоко анализировал психологию человеческих взаимоотношений. Наиболее известные фильмы — кинодрамы «Русалочий хоровод» (1976), «Крыша» (1978), «Черешневый сад» (1979), комедии «Белый танец» (1980), «Белая магия» (1982, Премия на МКФ в Кадис, Испания, 1983), «Опасные чары» (1984, Премия на МКФ в Кианкиано, Италия, 1985, Специальная награда жюри на МКФ в Шамросе, Франция), «Мечтатели» (1986, Премия на кинофестивале в Варне, Болгария, 1986), «Вчера» (1987, Премия на кинофестивале в Варне, 1987, на МКФ в Сан-Ремо, Премия на МКФ в Москве, 1988), «Адью, Рио» (1989).
После отхода от кинематографии в последние годы жизни активно занимался живописью.
Умер в Софии 29 декабря 2011.